# Revolverkäke
Revolverkäke är ett musikalbum komponerat och arrangerat av Dom dummaste, utgivet 1984. Till skillnaden mot föregångaren "Sympati för djävulen", som hade ett fullt rockband som musiker i sin uppsättning, så är detta album mer elektroniskt, till viss del likt debutkassetten. Även om debutkassetten finns väsentliga skillnader. "Jesus Från Nasaret", "Lilla Fågeln" och "Det Gyllene Landet" visar att det finns mera minimaliskt elektroniska element på denna skiva.

## Låtlista
1. "Jesus Från Nasaret"
2. "Spårvagn Kallad Långvård"
3. "Karmahunden"
4. "Hösten Stannar Kvar"
5. "Lilla Fågeln"
6. "Mot Golgata"
7. "Revolverkäke"
8. "Kung Henry"
9. "Fast I Skallen"
10. "Det Gyllene Landet"
11. "Psyke"